# Попешти (Ладешти)
Попешти (рум. Popești) насеље је у Румунији у округу Валча у општини Ладешти. Oпштина се налази на надморској висини од 376 m.

## Становништво
Према подацима из 2011. године у насељу је живело 105 становника.